# Surbiton Hockey Club
Der Surbiton Hockey Club ist mit dem Gründungsjahr 1874 der zweitälteste Hockeyclub der Welt. Der in Long Ditton, Grafschaft Surrey, direkt an der südwestlichen Stadtgrenze von London gelegene Verein unterhält acht Herren- und neun Damenteams, weitere Freizeit- und Seniorenmannschaften. Rund 500 Jugendliche und Kinder spielen bei Surbiton Hockey. Zur Saison 2013/2014 qualifizierten sich die Herren erstmals für die Euro Hockey League.

## Herren
| Europapokalbilanz Herren Feld |                    |        |       |           |
| Jahr                          | Wettbewerb         | Niveau | Platz | Ort       |
| 2002                          | Club Champions Cup | 1      | 4     | Antwerpen |
| 2003                          | Cup Winners Cup    | 1      | 3     | Terrassa  |
| 2014                          | Euro Hockey League | 1      | AF    | Eindhoven |
| 2019                          | Euro Hockey League | 1      | AF    | Eindhoven |

- Englischer Mister: 2017, 2018
- Englischer Pokalsieger: 2013
- Englischer Pokal Finalist: 2004, 2015

## Damen
- Englischer Meister: 2014, 2015, 2016, 2017, 2018, 2019
- Englischer Pokalsieger: 2014, 2015, 2017, 2018